# إيلدر روما ويلسون
إيلدر روما ويلسون (بالإنجليزية: Elder Roma Wilson) هو كاتب أغاني ومغني وكاهن أمريكي، ولد في 22 ديسمبر 1910 في هيكوري فلات في الولايات المتحدة، وتوفي في 25 أكتوبر 2018.

## وصلات خارجية
- إيلدر روما ويلسون على موقع ميوزك برينز (الإنجليزية)
- إيلدر روما ويلسون على موقع أول ميوزيك (الإنجليزية)
- إيلدر روما ويلسون على موقع ديسكوغز (الإنجليزية)